# 鳳凰古城世界囲棋嶺鋒対決
鳳凰古城世界囲棋嶺鋒対決（ほうおうこじょうせかいいきれいほうたいけつ、凤凰古城世界围棋巅峰对决）は、中国で開催される囲碁の棋戦で、中国と韓国から招待された、国際棋戦優勝者である各1名の棋士によって行われる。2003年に南方長城囲碁招待戦（南方长城围棋邀请赛）として開催され、以後2年に1回開催。2005年は南方長城杯世界囲棋嶺鋒対決（南方长城杯世界围棋巅峰对决）。毎回湖南省湘西州鳳凰県の南方長城で行われる。2019年は、安徽省阜陽市で、中国、韓国、日本の8名の棋士によって行われた。
- 主催 中国棋院、中国囲棋協会
- 協賛 (1回)湖南省西土家族苗族自治州人民政府、湖南電視台衛星頻道、(2-8回)鳳凰古城旅行有限責任公司、北京天下鳳凰文化伝播有限公司、(9回)安徽祥源文化旅遊股份有限公司、湖南天下鳳凰文化旅遊投資有限公司
- 優勝賞金 (1-2回)3万米ドル、(3回-)5万米ドル、(8回)6万米ドル、(9回)30万元

2005年の第2回は、4コウによる無勝負という結果となっている。
他に2005年には南方長城杯アマチュア囲棋大賞戦（賞金付き大会）、2007年は中韓アマチュア囲棋嶺峰対決なども開催される。これらのイベントにより、鳳凰県の観光の発展にも貢献している。2015年第7回開催の11月30日は、呉清源没後1周年にあたり、南方長城に呉清源の銅像が除幕された。

## 方式
- コミは7目半
- 持時間は、1-2、4回は各50分、3回は各3時間、8回は各1時間30分、9回は各1時間

## 歴代成績
（左側が勝者）
- 第1回 2003年 曺薫鉉（韓国） - 常昊（中国）
- 第2回 2005年 常昊（中国） （4コウ無勝負） 李昌鎬（韓国）
- 第3回 2007年 羅洗河（中国） - 李世乭（韓国）
- 第4回 2009年 李世乭（韓国） - 古力（中国）
- 第5回 2011年 崔哲瀚（韓国） - 孔傑（中国）
- 第6回 2013年 陳耀燁（中国） - 朴廷桓（韓国）
- 第7回 2015年 金志錫（韓国） - 唐韋星（中国）
- 第8回 2017年 柯潔（中国） - 朴廷桓（韓国）
- 第9回 2019年[2]
  - 1回戦 柁嘉熹（中国） - 朴永訓（韓国）、朴廷桓（韓国） - 羋昱廷（中国）、江維傑（中国） - 芝野虎丸（日本）、時越（中国） - 井山裕太（日本）
  - 2回戦 柁嘉熹 - 朴廷桓、 江維傑 - 時越
  - 決勝戦 柁嘉熹 - 江維傑

## 注
1. ↑  人民網「第七届世界围棋巅峰对决凤凰开战」
2. ↑  新浪体育「世界围棋巅峰对决阜阳收官 柁嘉熹胜江维杰夺冠」2019.8.15